# Monte Nuda
Il Monte Nuda è un rilievo dell'Appennino Modenese, alto 1775 m s.l.m., situato nel comune di Pievepelago.

## Il nome
Il monte Nuda è così denominato perché la sua vetta è completamente spoglia di vegetazione, lasciando spazio ad un ampio prato nonostante l'altezza non elevata, che permetterebbe la crescita di aghifoglie.

## Morfologia
Il Monte Nuda è una propaggine dell'Appennino tosco emiliano staccata dal crinale. A Est si estende la Valle delle Tagliole con i suoi piccoli borgi di Tagliole, Ca' di Gallo, Rotari e Ronchi. Da questa parte si presenta come un massiccio montuoso dai versanti ripidi ma dalla cima abbastanza pianeggiante. Dalla parte di Sant'Annapelago la Costa della Nuda scende con pendenza costante con un dislivelo di quasi quattrocento metri. 
Le tre cime principali sono:
- Monte Nuda, 1775 m s.l.m.;
- Colle Monterocchi, 1687 m s.l.m.;
- Colle il Boschetto, 1684 m s.l.m.

### La cima
Sulla sommità del massiccio la visuale a 360° consente di vedere i monti Cimone, Giovo, Alpe tre potenze, Tignoso, Albano e Modino, il Passo dell'Abetone, i laghi Santo e Baccio e i centri abitati delle Tagliole, Roccapelago, Sant'Annapelago, oltre alla sede comunale di Pievepelago

### Come raggiungere la cima
La sommità del monte Nuda è raggiungibile attraverso i segnavia 533 e 539 da Fatalcina (Tagliole -4 km, tempo di percorrenza circa 2 ore-); oppure con i sentieri 529 e 539 dal Lago Santo (4,5 km, tempo di percorrenza 1 ora e mezzo). È importante riporre molta attenzione nell'ultimo tratto della pista (coincidente con entrambi gli itinerari) essendo valutato come sentiero per esperti.

## Monti omonimi
Nell'Appennino tosco-emiliano vi sono altre tre montagne chiamate Nuda: una si trova nel gruppo del Corno alle Scale, nella Valle del Torrente Dardagna; una nei pressi del Lago del Cerreto; l'ultima è vicina al Passo di Giovarello.